# حزب العمال (باربادوس)
حزب العمل في بربادوس (Barbados Labour Party, BLP)، المعروف بالعامية في باربادوس باسم «Bees النحل»، هو حزب سياسي ديمقراطي اجتماعي في باربادوس تأسس عام 1938. بقيادة رئيسة الوزراء ميا أمور موتلي، هو الحزب الحاكم في بربادوس والحزب الحاكم الوحيد في مجلس النواب في بربادوس، ويشغل 30 مقعدًا من أصل 30 مقعدًا للمرة الثانية على التوالي. جرى انتخاب الحزب في الحكومة في 25 مايو 2018 بعد عقد من المعارضة، حيث أصبحت موتلي أول رئيسة وزراء للبلاد. فاز الحزب في الأصل بجميع المقاعد في انتخابات مجلس النواب 2018، لكن المطران جوزيف أثيرلي، النائب عن سانت مايكل ويست، أصبح نائبًا مستقلاً (مؤسس وزعيم حزب الشعب من أجل الديمقراطية والتنمية) وزعيم المعارضة في 2 يونيو 2018. ثم عاد الحزب للفوز بكل المقاعد في انتخابات 2022.
على غرار حزب باربادوس الرئيسي الآخر، حزب العمل الديمقراطي أو «الديمقراطيين»، يُوصف حزب العمال على نطاق واسع بأنه حزب ديمقراطي اجتماعي ينتمي إلى يسار الوسط، مع كون السياسات المحلية مدفوعة إلى حد كبير بالشخصية ومتجاوبة مع القضايا المعاصرة وحالة الاقتصاد. ومع ذلك، يميز الحزب نفسه من خلال تجذره في السياسات الليبرالية الأسكويثية، ويظهر ذلك في التركيز على التجارة كطريقة لتعزيز النمو الاقتصادي أكثر من إنشاء الخدمات الاجتماعية.
الحزب هو عضو مراقب سابق في الاتحاد العالمي للأحزاب الاشتراكية الدولية.

## التاريخ
أُطلق على الحزب في الأصل اسم رابطة بربادوس التقدمية حتى عام 1944، وتأسس الحزب في 31 مارس 1938 في منزل جيمس مارتينو. وخلال الاجتماع الأول، جرى انتخاب Chrissie Brathwaite و Grantley Adams رئيسًا ونائبًا للرئيس. دخل آدامز مجلس النواب في عام 1934 جزئيًا من خلال تفكيكه للجهود التي تركز على العمل لرابطة تشارلز دنكان أونيل الديمقراطية، ولكن هذا الحزب الجديد تحول إلى تنظيم الحركة السياسية التي أحدثتها اضطرابات عام 1937 التي كان قد عارضها في وقت سابق. على هذا النحو، تضمنت أهدافهم العديد من الأهداف الأصلية مثل حق التصويت للبالغين والتعليم المجاني وتحسين الإسكان والرعاية الصحية.
شارك الحزب لأول مرة في الانتخابات العامة في عام 1940. وفي عام 1994، أصبح أوين آرثر رئيسًا للوزراء كزعيم لحزب العمال في بربادوس. في انتخابات عام 2003، فاز الحزب بـ 23 مقعدًا من أصل 30 مقعدًا. وارتفع العدد إلى 24 في عام 2006، عندما استقال زعيم المعارضة، بعد معركة داخلية مريرة وصاخبة داخل حزبه، من المنصب وانضم إلى الحزب الحاكم في تطور غير مسبوق تقريبًا.

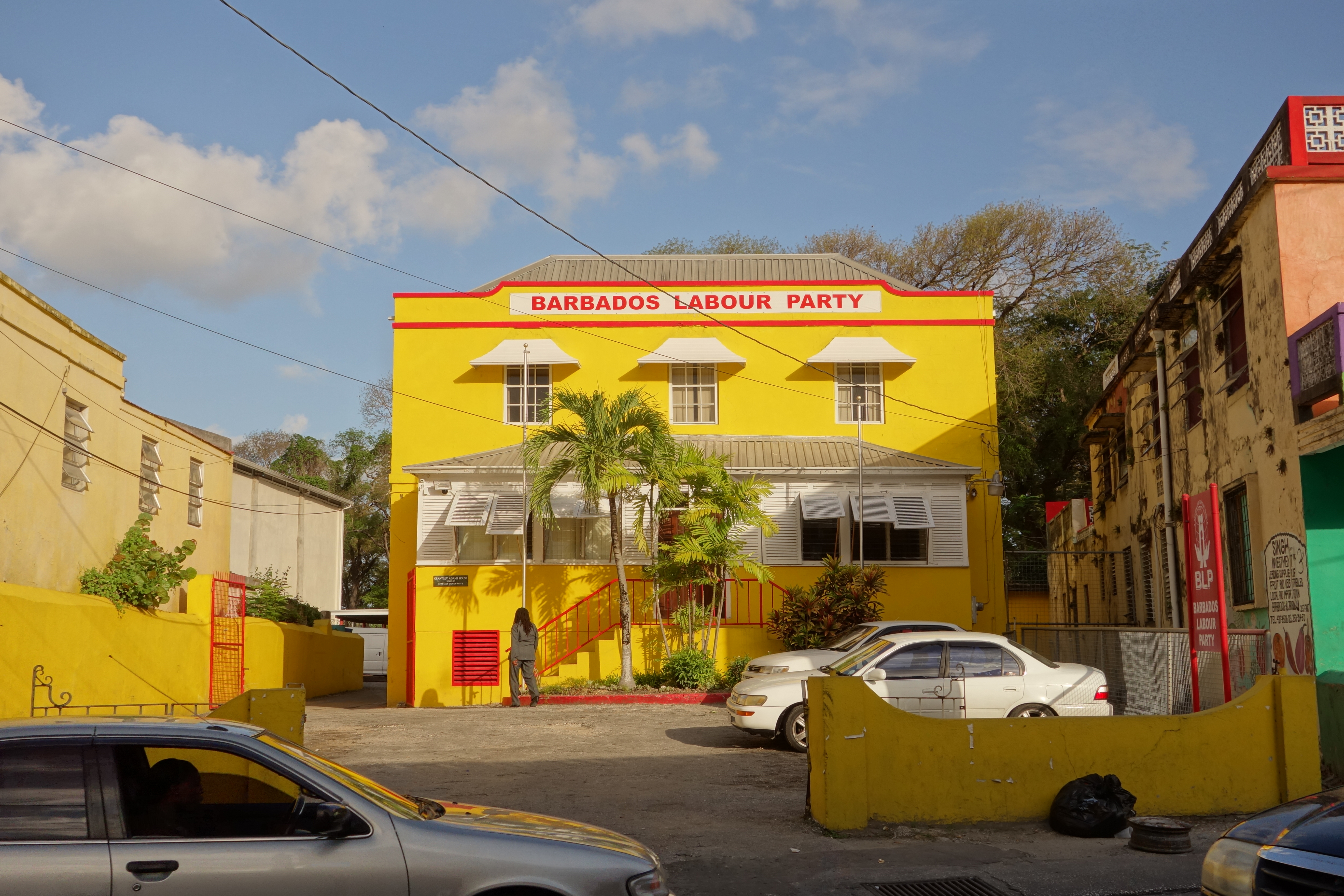
جرانتلي آدمز هاوس، المقر الحالي للحزب، بريدجتاون

حكم حزب العمل في بربادوس في الفترة من 1994 إلى 2008، والذي كان يُطلق عليها عمومًا «إدارة أوين آرثر». جرى اختيار رئيس الوزراء آرثر من بين القادة في جميع أنحاء العالم لإلقاء محاضرة ويليام ويلبرفورس في الذكرى المئوية الثانية لإلغاء قانون تجارة الرقيق في المحيط الأطلسي.
خسر الحزب السلطة في الانتخابات العامة لعام 2008، وفاز بـ 10 مقاعد مقابل 20 لحزب العمل الديمقراطي (DLP). وبعد الانتخابات، تنحى آرثر عن منصب زعيم الحزب وحل محله نائبة رئيس الوزراء السابق ميا موتلي بعد انتخابات على القيادة ضد المدعي العام لباربادوس، ديل مارشال. وأصبحت موتلي أيضًا زعيمة المعارضة.
في صيف عام 2008، استقال هاميلتون لاشلي، النائب عن سانت مايكل ساوث إيست، من الحزب ليصبح مرشحًا مستقلاً في مجلس النواب، وبعد ذلك عمِل مستشارًا لحزب DLP لشئون الفقر، وهو الحزب الذي كان ينتمي إليه قبل الانتقال إلى حزب العمال. وبالتالي انخفض عدد مقاعد حزب العمال في مجلس النواب إلى تسعة.
حصل الحزب على الأغلبية المطلقة بفوزه بجميع مقاعد البرلمان مرتين متتاليتين في عامي 2018 و2022.

## التاريخ الانتخابي

### انتخابات مجلس النواب
| الانتخابات                        | زعيم الحزب             | التصويت | %     | المقاعد | +/–  | الترتيب  | نتيجة           |
| --------------------------------- | ---------------------- | ------- | ----- | ------- | ---- | -------- | --------------- |
| 1951                              | Grantley Herbert Adams | 53,321  | 54.5% | 15 / 24 | ▲ 15 | ▲ الأول  | حكومة أغلبية    |
| 1956                              | Grantley Herbert Adams | 48,667  | 49.3% | 15 / 24 |      | الأول    | حكومة أغلبية    |
| 1961                              | Hugh Gordon Cummins    | 40,096  | 36.8% | 4 / 24  | ▼ 11 | ▼ الثاني | معارضة          |
| 1966                              | Grantley Herbert Adams | 47,610  | 32.6% | 8 / 24  | ▲ 4  | الثاني   | معارضة          |
| 1971                              | هارولد برنارد سانت جون | 39,376  | 42.4% | 6 / 24  | ▼ 2  | الثاني   | معارضة          |
| 1976                              | توم آدامز (محامي)      | 51,948  | 52.7% | 17 / 24 | ▲ 11 | ▲ الأول  | حكومة أغلبية    |
| 1981                              | توم آدامز (محامي)      | 61,883  | 52.2% | 17 / 27 |      | الأول    | حكومة أغلبية    |
| 1986                              | هارولد برنارد سانت جون | 54,367  | 40.4% | 3 / 27  | ▼ 14 | ▼ الثاني | معارضة          |
| 1991                              | Henry Forde            | 51,789  | 43.0% | 10 / 28 | ▲ 7  | الثاني   | معارضة          |
| 1994                              | أوين آرثر              | 60,504  | 48.3% | 19 / 28 | ▲ 9  | ▲ الأول  | حكومة أغلبية    |
| 1999                              | أوين آرثر              | 83,445  | 64.9% | 26 / 28 | ▲ 7  | الأول    | حكومة أغلبية    |
| 2003                              | أوين آرثر              | 69,294  | 55.9% | 23 / 30 | ▼ 3  | الأول    | حكومة أغلبية    |
| 2008                              | أوين آرثر              | 61,316  | 46.5% | 10 / 30 | ▼ 13 | ▼ الثاني | معارضة          |
| 2013                              | أوين آرثر              | 74,121  | 48.2% | 14 / 30 | ▲ 4  | الثاني   | معارضة          |
| 2018                              | ميا موتلي              | 112,955 | 73.5% | 30 / 30 | ▲ 16 | ▲ الأول  | فوز بكل المقاعد |
| الانتخابات العامة في بربادوس 2022 | ميا موتلي              | TBD     | TBD   | 30 / 30 |      | الأول    | فوز بكل المقاعد |

### انتخابات جزر الهند الغربية
| انتخابات | انتخابات | مجموعة الحزب | مجموعة الحزب                                    | قائد الحزب          | الأصوات | الأصوات | مقاعد | مقاعد |
| انتخابات | انتخابات | مجموعة الحزب | مجموعة الحزب                                    | قائد الحزب          | عدد     | نسبة    | عدد   | نسبة  |
| -------- | -------- | ------------ | ----------------------------------------------- | ------------------- | ------- | ------- | ----- | ----- |
|          | 1958     |              | حزب العمال الفيدرالي في جزر الهند الغربية WIFLP | جرانتلي هربرت آدامز | 72.054  | 57.8٪   | 4 / 5 | 80.0٪ |

## الفروع
يطلق على الفرع النسائي لحزب العمال في بربادوس اسم الرابطة النسائية. فرع الشباب يسمى رابطة الشباب الاشتراكي.

## روابط خارجية
- الموقع الرسمي